# فرنورث (تشيشير)
فرنورث (بالإنجليزية: Farnworth, Cheshire)‏ هي قرية تقع في المملكة المتحدة في شمال غرب إنجلترا.  يقدر عدد سكانها بـ 6,300 نسمة .